# Sophia Schell
Sophia Schell OCist (* 16. September 1801 in Kuhbach (Lahr); † 29. Dezember 1875 in Baden-Baden) war eine deutsche Äbtissin des Zisterzienser-Klosters Lichtenthal.

## Leben
Sophia Schell, die eine Tochter des Gasthausbesitzers Jakob und Theresia Schell war, trat 16-jährig als Postulantin in das Kloster Lichtenthal ein. Nachdem sie im Oktober 1822 ihr Ordensgelübde abgelegt hatte, wurde sie im Mai 1857 erst zur Priorin und im Januar 1858 unter Vorsitz des Domkapitulars Schell zur 38. Äbtissin des Klosters Lichtenthal gewählt.

„Seine köngliche Hoheit der Großherzog haben mit höchster Entschließung aus großherzoglichem Staatsministerium vom 5. Februar d. J., Nr. 104, der auf die seitherige Priorin Sophia Schell gefallenen Wahl zur Aebtissin des weiblichen Lehr= und Erziehungsinstituts zu Lichtenthal die allerhöchste Bestätigung gnädigst zu ertheilen geruht, was hiermit zur öffentlichen Kenntnis gebracht wird.
Karlsruhe, den 20. April 1858.
Großherzogliches Ministerium des Innern.“

Als Äbtissin führte sie u. a. das kleine Stundengebet Officium Beatae Mariae Virginis wieder ein und neben Laienschwestern wurden nun auch Oblatenschwestern, d. h. Schwestern ohne Klausur aufgenommen.
Nachdem sie 1872 noch im Beisein der Großherzogin von Baden Luise ihr 50-jähriges Professjubiläum begangen hatte, starb sie Ende Dezember 1875 an den Folgen einer Lungenentzündung. Ihre letzte Ruhestätte fand sie in der Einsiedlerkapelle im Klostergarten. Ihre Nachfolgerin im Amt als Äbtissin des Klosters Lichtenthal wurde die am 8. Februar 1876 gewählte Aloysia Schreiber.